# Colera
Il colèra è una tossinfezione dell'intestino tenue da parte di alcuni ceppi del batterio gram-negativo, a forma di virgola, Vibrio cholerae o vibrione. La condizione può presentarsi senza alcun sintomo, in forma lieve o grave. Il sintomo classico è la diarrea profusa, spesso complicata con acidosi, ipokaliemia, crampi muscolari e vomito, che dura un paio di giorni. La diarrea può essere così grave che può portare in poche ore ad una grave disidratazione e squilibrio elettrolitico. Questo può comportare occhi infossati, pelle fredda, diminuita elasticità della cute e rughe delle mani e dei piedi. La disidratazione può causare cianosi, un colore bluastro della pelle. I sintomi iniziano da due ore a cinque giorni dopo l'esposizione.
Il colera è causato da un certo numero di tipi di Vibrio cholerae e alcuni tipi sono in grado di causare una malattia più grave di altri. Questi batteri si sviluppano per lo più in acqua e cibo che è stato contaminato con feci umane contenenti batteri. Anche i frutti di mare non sufficientemente cotti sono una fonte comune. Gli esseri umani sono gli unici ad essere colpiti da questi agenti patogeni. Fattori di rischio per la malattia comprendono una scarsa igiene e un'insufficiente disponibilità di acqua potabile. Il colera può essere diagnosticato da un esame delle feci. È disponibile anche un test rapido, ma non è così preciso.
La prevenzione consiste nel predisporre servizi igienici adeguati e fornire accesso all'acqua potabile. I vaccini contro il colera somministrati per via orale forniscono una protezione ragionevole per circa sei mesi e hanno il vantaggio di proteggere anche dall'infezione da Escherichia coli. Il trattamento primario consiste nella terapia di reidratazione orale, ovvero la sostituzione dei liquidi con soluzioni leggermente dolci e salate. Le soluzioni a base di riso sono preferite. La supplementazione di zinco è utile nei bambini. Nei casi più gravi, può essere richiesta la somministrazione di fluidi per via endovenosa, come il Ringer lattato, mentre gli antibiotici possono fornire un beneficio. Il test per evidenziare quale tipo di antibiotico sia più efficace per fronteggiare l'infezione può aiutare nella scelta del trattamento ottimale.
Il colera colpisce circa da 3 a 5 milioni di persone in tutto il mondo e nel 2010 aveva causato tra i 58 000 e i 130 000 decessi. Anche se è attualmente classificato come una pandemia, nel mondo sviluppato è assai raro. I bambini sono i più soggetti a contrarre l'infezione. Il colera si presenta sia come una epidemia circoscritta che come endemia cronica in alcune zone. Le aree che hanno un rischio permanente di malattia comprendono l'Africa e l'Asia sud-orientale. Nonostante il rischio di morte tra le persone infettate sia solitamente inferiore al 5%, tale valore può arrivare al 50% in alcuni gruppi che non hanno accesso alle cure. Alcune descrizioni storiche del colera si trovano già a partire dal V secolo a.C. in alcuni scritti in sanscrito. Lo studio della malattia da parte del medico inglese John Snow, svolto tra il 1849 e il 1854, ha portato a significativi progressi nel campo dell'epidemiologia. Il batterio è stato identificato per la prima volta nel 1854 dall'anatomista italiano Filippo Pacini e studiato dettagliatamente nel 1884 dal medico tedesco Robert Koch. Il nome deriva dal greco choléra (cholé=bile) e indicava la malattia che scaricava con violenza gli umori del corpo e lo stato d'animo conseguente: la collera.

## Storia ed epidemiologia

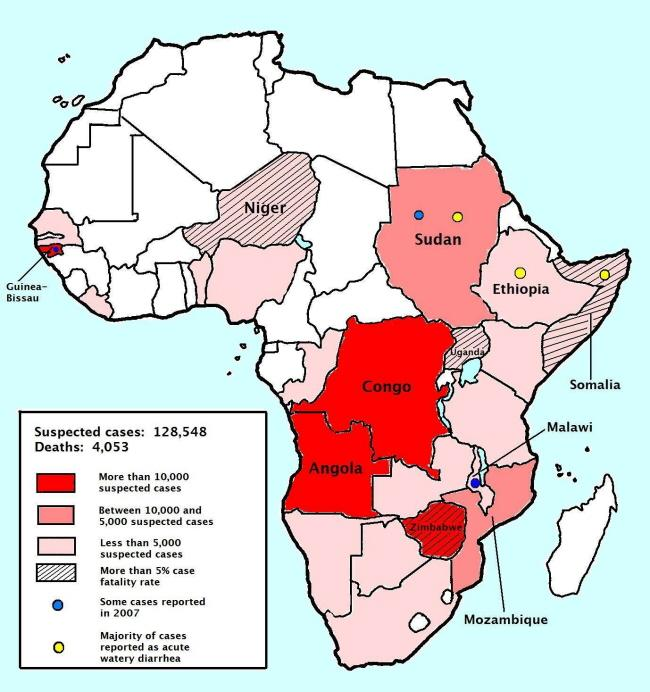
Epidemia di colera in Zimbabwe del 2008.

Sebbene il colera sia endemico in molte regioni del mondo, molti aspetti dell'epidemiologia di questa malattia rimangono sconosciuti. Nonostante i numerosi studi su Vibrio cholerae, le modalità di diffusione, le caratteristiche dei cicli stagionali e le dinamiche di passaggio fasi endemiche, episodi epidemici e pandemie, non sono stati ancora del tutto chiariti.
Le aree dove si manifestano casi clinici di colera a ricorrenza stagionale, senza un'apparente "importazione", vengono definite aree endemiche. Sebbene la diffusione del colera possa raggiungere gran parte delle zone temperate, non in tutte si osserva la presenza di V. cholerae nei periodi interepidemici. Esistono due tipi di focolai endemici: aree in cui i casi di colera si manifestano indipendentemente dalla presenza della pandemia (principalmente in India e Bangladesh) e zone dove i casi clinici sono registrati solo durante una pandemia (Africa, Europa e America). Le caratteristiche ambientali comuni ai due tipi di focolai forniscono la chiave per capire come il Vibrio cholerae si mantenga in queste aree durante i periodi interepidemici.
Da una prima analisi epidemiologica, si osserva che le aree vicino a fiumi o alla costa sono strettamente associate con le aree epidemiche, e che frequentemente i primi casi di colera di un'epidemia si verificano in comunità di pescatori. In Bangladesh le epidemie di colera si manifestano due volte l'anno, con un andamento stagionale regolare. Durante tali epidemie, Vibrio cholerae O1 viene isolato sia da pazienti sia dall'acqua, ma scompare nelle stagioni interepidemiche.
Ultimi studi hanno confermato l'ipotesi che vedeva il patogeno trasportato, in stato VBNC (Viable But Not Culturable), da un invertebrato marino. Le migrazioni di questo animale lo portano infatti nei pressi delle coste asiatiche proprio in concomitanza con le epidemie. Il batterio quindi si risveglia dallo stato letargico per motivi ancora poco noti, probabilmente dovuti all'alzamento delle temperature, e diviene patogeno per l'uomo in quanto si nutre di questi invertebrati trasportatori. Diversamente, in Perù i casi di colera hanno un andamento annuale che segue l'aumento delle temperature in primavera.

## Eziologia e patogenesi

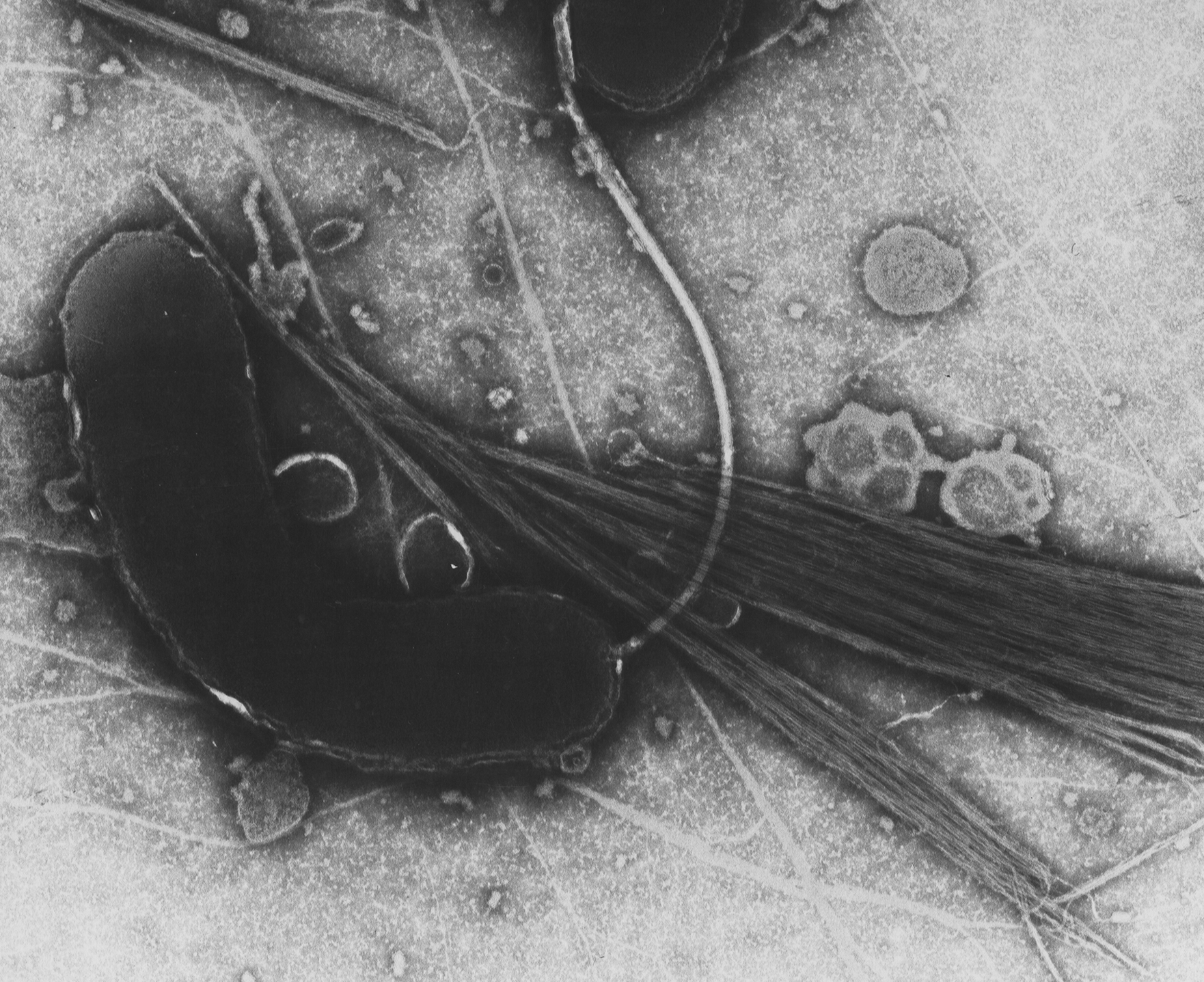
Vibrio cholerae, batterio responsabile del colera visto al microscopio

Si conoscono circa 200 sierotipi di vibrione del colera ma di essi solamente il sierotipo O1 e O139 (quest'ultimo scoperto nel 1992 per un'epidemia avvenuta nel Bangladesh) sono responsabili di epidemie. Altri sierotipi di Vibrio cholerae sono stati comunque associati a casi sporadici di colera.
Il sierotipo O1 si differenzia ulteriormente in Classico ed El Tor: quest'ultimo, con il suo ceppo denominato N16961, è responsabile della VII pandemia, iniziata nel 1961 e ancora oggi in corso.
Il batterio si trasmette per via oro-fecale, tramite l'ingestione di acqua o cibi contaminati da esso. I molluschi, a causa della loro azione filtrante, sono in grado di accumulare al loro interno un buon numero di vibrioni, costituendo, così, un buon mezzo d'infezione qualora siano consumati crudi o poco cotti.
Generalmente la dose infettante del batterio è piuttosto elevata (circa un milione di vibrioni) ma può essere più bassa in persone con ipocloridria (per malattie gastriche, uso di antiacidi, pasti con azione tamponante o malnutrizione). La malattia si verifica nel 20% delle persone infette (il 20% di costoro presenta anche vomito).
I vibrioni del colera rimangono all'interno del lume intestinale aderendovi per il tramite di proteine flagellari (necessarie anche per la motilità del batterio) e secernendo una specifica tossina, codificata da un fago, CTXPhi, responsabile della comparsa di diarrea acquosa. Per il distacco dalla parete dell'intestino viene utilizzata un'emoagglutinina metalloproteasica.
La tossina prodotta dal batterio, detta tossina colerica (CT), è formata da due subunità dette A (divisa in due componenti A1 e A2 legate da un ponte disolfuro) e B. La subunità B è formata da cinque polipeptidi uguali, i quali si legano ai carboidrati del ganglioside GM1, situato sulla superficie delle cellule dell'epitelio. Una volta che la tossina è penetrata nella cellula, il ponte disolfuro della subunità A viene scisso, liberando, così, le due frazioni A1 e A2. La subunità A1 va a legarsi a una proteina G, detta fattore di ADP-ribosilazione, che ne amplifica l'attività catalitica ADP-ribosilante.
Questo complesso, insieme con una molecola di GTP, catalizza l'ADP-ribosilazione di un'altra proteina G (di 49 kd) che, in questo stato, si lega a una molecola di GTP ma non è in grado di staccarsene. Ciò ha come risultato, un continuo stato di attivazione della proteina G che va a stimolare l'attività di una adenilato ciclasi. L'elevata presenza di cAMP risultante attiva una PKA che, attivando il canale per il Cloro CFTR, aumenta l'efflusso verso il lume di cloro e di conseguenza sodio, H2CO3 e acqua.
In alcuni esperimenti in vitro si è visto che cellule di persone eterozigoti per la fibrosi cistica sono più resistenti all'azione della tossina colerica, per cui alcuni hanno avanzato l'ipotesi che tale mutazione potesse comportare un vantaggio verso alcune forme di malattie infettive.

## Clinica

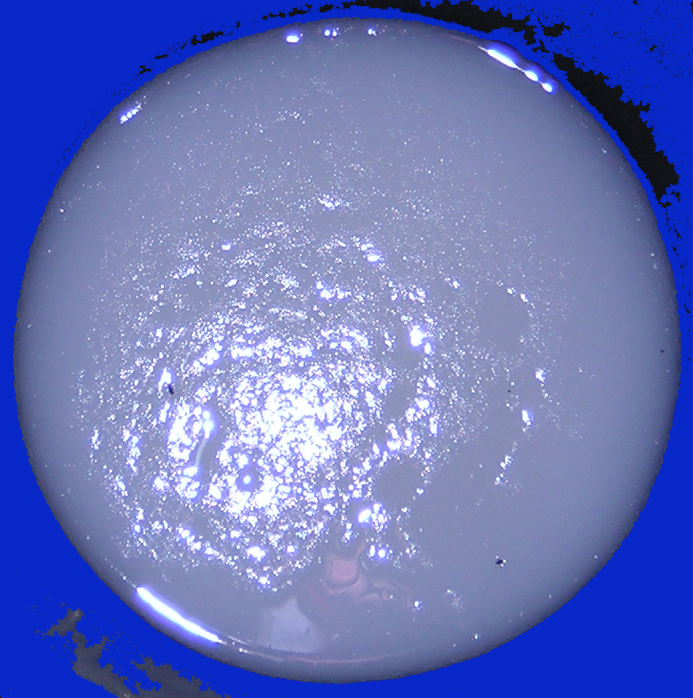
Esempio di feci ipocoliche di un soggetto affetto da colera

### Segni e sintomi
Le manifestazioni del colera sono variabili da uno stato asintomatico a uno di diarrea profusa, in assenza di dolore addominale e tenesmo rettale, che compare dopo 24-48 ore di incubazione. In questo caso si può arrivare fino a una perdita di un litro di feci in un'ora con conseguente stato di disidratazione che può culminare in uno stato di shock ipovolemico. Le scariche sono brevi (50-150 ml eliminati a scarica) e frequenti (dalle 50 alle 100 scariche quotidiane). La persona presenta sete, debolezza, raramente ottundimento dello stato sensorio senza delirio, ipotensione, tachicardia e tachipnea.
La cute è viscida e fredda (a causa dell'acidosi e dell'ipokaliemia) e le mucose sono asciutte. La perdita di potassio può determinare lo sviluppo di crampi muscolari. Deplezioni di liquidi superiori al 10% del peso dell'individuo possono portare alla oligo-anuria (vi può essere la possibilità di necrosi tubulare acuta con conseguente insufficienza renale), polso filiforme, ipotensione marcata, tachicardia con polso filiforme, infossamento oculare, raggrinzimento della pelle ("facies da mummia") e sonnolenza fino al coma.
La perdita di bicarbonato con le feci genera uno stato di acidosi metabolica cui si aggiungono alterazioni degli elettroliti e aumento dell'ematocrito (dovuto all'aumento della concentrazione ematica causato dalla perdita di acqua).

### Diagnosi
In persone aventi diarrea profusa e provenienti da aree di endemia, è bene considerare la diagnosi di colera.
Il batterio si rinviene nelle feci e, dopo l'arricchimento in brodo peptonato, la sua identificazione può avvenire con microscopio ottico su campo oscuro o con un test di immobilizzazione con l'uso di un antisiero specifico. La conferma definitiva avviene con coltura su un terreno adatto (agar tiosolfato-citrato-bile-saccarosio) incubato per 18 ore circa a 37 °C.

## Terapia

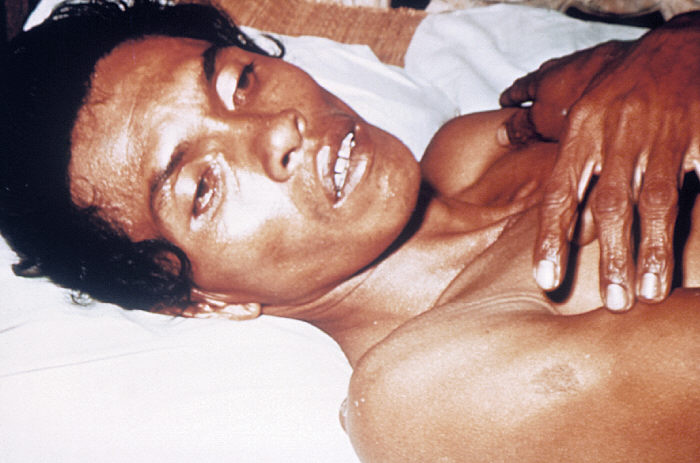
Persona disidratata affetta da colera

Continuare ad alimentarsi accelera il recupero della normale funzione intestinale. L'Organizzazione Mondiale della Sanità raccomanda ciò in questo genere di casi di diarrea, qualsiasi sia la causa di fondo. Un manuale di addestramento edito dai centri per la prevenzione e il controllo delle malattie creato appositamente per gli stati colpiti dal colera afferma: "Continuare ad allattare il proprio bambino, se il bambino presenta diarrea acquosa, anche quando si viaggia per ottenere un trattamento. Adulti e bambini più grandi dovrebbero continuare a mangiare spesso."

### Idratazione
L'errore più comune nella cura dei pazienti affetti da colera è quello di sottovalutare la velocità e il volume dei fluidi necessari. Nella maggior parte dei casi, il colera può essere trattato con successo con la sola soluzione reidratante orale che è molto efficace, sicura e semplice da gestire. Le soluzioni basate sul riso sono preferibili a quelle a base di glucosio, per via di una maggiore efficienza. Nei casi più gravi, con notevole disidratazione, la reidratazione per via endovenosa può essere necessaria. Il ringer lattato è la soluzione preferita, spesso con l'aggiunta di potassio. Può essere necessaria la continua somministrazione di grandi volumi di liquidi fino a quando la diarrea si è placata. Un individuo può aver bisogno di ricevere il 10% del proprio peso corporeo attraverso la somministrazione di liquidi nelle prime due-quattro ore. Questo metodo venne utilizzato durante la guerra di liberazione bengalese, rivelandosi efficace.
Se le soluzioni per la reidratazione orale prodotte commercialmente sono troppo costose o difficili da ottenere, le soluzioni possono quindi essere realizzate artigianalmente. Una di queste ricette richiede 1 litro di acqua bollita, 1/2 cucchiaino di sale, 6 cucchiaini di zucchero e una banana schiacciata, come fonte di potassio e per migliorare il gusto.
L'OMS consiglia l'utilizzo di soluzioni reidratanti orali che si sono dimostrate sicure nel trattamento della malattia, tranne nel caso di disidratazione seria; in questo caso si ricorre, come detto precedentemente, ad una soluzione endovenosa. La soluzione da utilizzare, però, deve presentare un elevato quantitativo di sodio (90 mmol/l), viste le alte perdite di questo elettrolita durante la malattia. Generalmente le soluzioni reidratanti standard non presentano livelli di sodio così elevati, per cui diventa importante avere diagnosi rapida di colera.
L'OMS consiglia una soluzione orale così composta:
- Sodio: 90 mmol/l
- Potassio: 20 mmol/l
- Cloro: 80 mmol/l
- Citrato: 10 mmol/l
- Glucosio: 110 mmol/l

### Elettroliti
Poiché non vi è spesso acidosi iniziale, il livello di potassio può essere normale, anche se si sono verificate perdite di grandi dimensioni. Quando la disidratazione viene risolta, i livelli di potassio possono diminuire rapidamente, ed è necessario porre rimedio. Questo può essere fatto mangiando cibi ad alto contenuto di potassio, come banane o acqua di cocco verde.

#### Supplementazione di zinco
In Bangladesh la supplementazione di zinco ha portato alla riduzione della durata e della gravità della diarrea nei bambini sofferenti di colera quando somministrato con gli antibiotici e, se necessario, con la terapia di reidratazione. L'integrazione sembra essere anche efficace sia nel trattamento e nella prevenzione della diarrea infettiva dovuta ad altre cause tra i bambini nel mondo in via di sviluppo.

### Antibiotici
L'uso degli antibiotici ha dimostrato di ridurre la durata della malattia e la necessità di reidratazione. Tuttavia, la maggior parte dei pazienti guarisce senza dover farne ricorso se viene mantenuta una sufficiente idratazione. L'Organizzazione Mondiale della Sanità, in particolare, raccomanda gli antibiotici solamente in coloro che accusano una grave disidratazione.
Gli antibiotici più usati sono la tetraciclina o la doxiciclina anche in una somministrazione singola. Tali antibiotici, però, sono controindicati nei bambini in quanto possono formare depositi nei denti e nelle ossa; per questo si preferisce usare l'eritromicina. Inoltre, alcuni ceppi di V. cholerae hanno mostrato resistenza agli antibiotici. Altri antibiotici che hanno dimostrato di essere efficaci sono: il cotrimossazolo, l'eritromicina, il cloramfenicolo e il furazolidone. I fluorochinoloni, come la ciprofloxacina, possono essere anch'essi utilizzati, tuttavia è stata riportata resistenza.
In molte aree del mondo, la resistenza agli antibiotici è in aumento. In Bangladesh, per esempio, la maggior parte delle infezioni risultano resistenti alla tetraciclina, al cotrimossazolo e all'eritromicina. Testi diagnostici rapidi sono disponibili per l'identificazione dei casi resistenti ai farmaci. È stato scoperto, in studi in vitro, che gli antimicrobici di nuova generazione possono essere efficaci.

## Prognosi
Se i pazienti affetti da colera vengono trattati rapidamente e correttamente, il tasso di mortalità è inferiore all'1%, con un leggero aumento nei bambini; tuttavia, senza trattamento, il tasso di mortalità sale al 50-60%. Per alcuni ceppi di colera, come quella presente durante l'epidemia del 2010 in Haiti e l'epidemia del 2004 in India, la morte può verificarsi entro due ore dal contagio.

## Prevenzione
Il cardine della prevenzione del colera risiede nella potabilizzazione delle acque e nel miglioramento dei servizi igienici e sanitari presso le zone di endemia.
All'inizio esistevano dei vaccini usati per via parenterale ma si è visto che conferivano una protezione transitoria e talvolta scarsa e davano effetti collaterali tipo febbre, dolore nella sede dell'iniezione e malessere generale. Attualmente esistono dei vaccini orali che si sono dimostrati efficaci al punto che organizzazioni come Medici Senza Frontiere e alcune nazioni stanno portando avanti programmi di vaccinazione di massa presso le aree più colpite.
Al 2024, il vaccino del colera è prodotto da un'unica azienda al mondo, la coreana del sud EuBiologics, con ovvie criticità in corrispondenza di picchi di richiesta in caso di epidemie, come quella che ha afflitto alcuni stati africani a partire dall'ottobre 2023.